# Gonolobus steyermarkii
Gonolobus steyermarkii är en oleanderväxtart som beskrevs av R. E. Woodson. Gonolobus steyermarkii ingår i släktet Gonolobus och familjen oleanderväxter. Inga underarter finns listade i Catalogue of Life.